# 織部流温知会

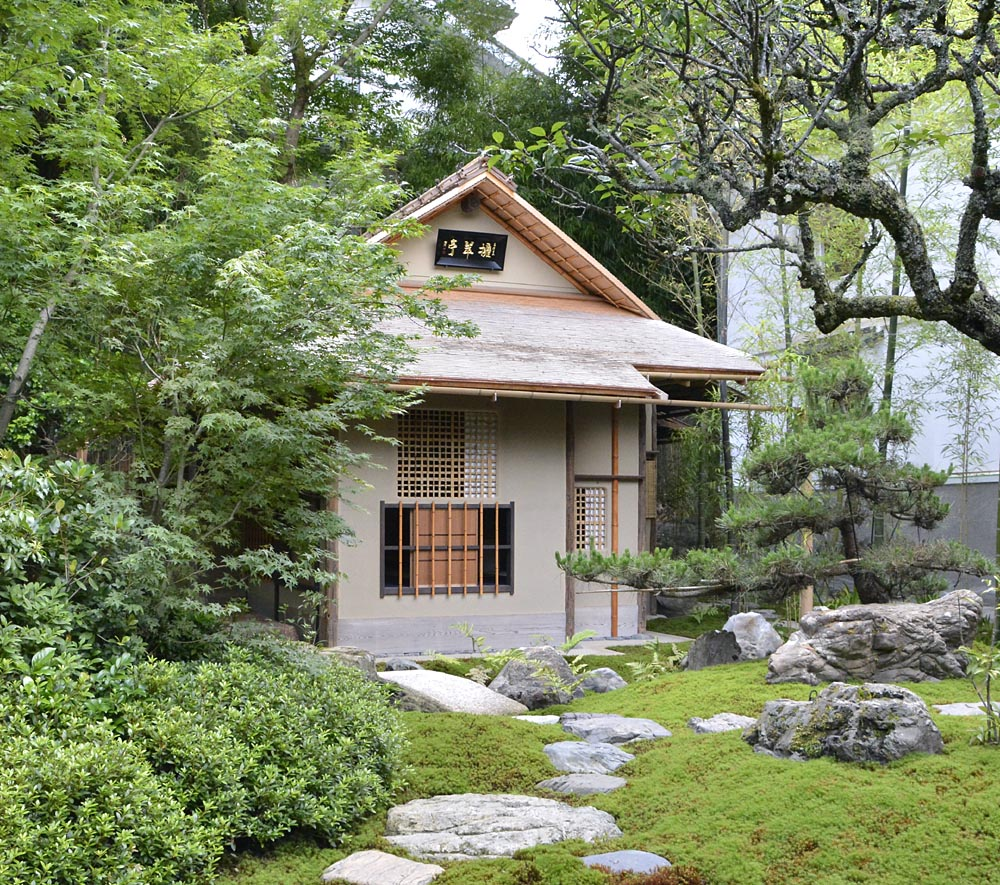
織部流（温知会）旗艦茶室の織部門下・小堀遠州作「擁翠亭」（三畳台目、寛永年間建造）

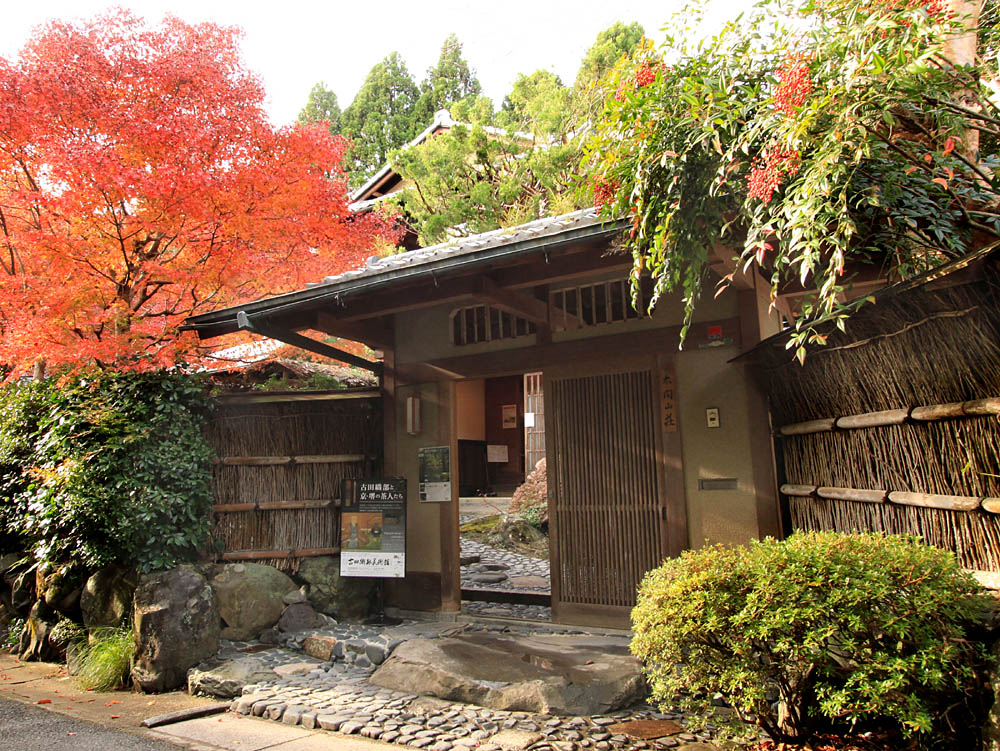
織部流（温知会）本部教場・太閤山荘（京都）

織部流温知会（おりべりゅう　おんちかい）は、「天下一」の武将茶人として知られる古田織部に始まる武家茶道・織部流の一つ。
「織部」とは、流祖・古田織部の「織部助（正）」という官途名からである。織部流は安土桃山時代末期から江戸時代前期に大流行した。織部は豊臣秀吉の御咄衆、そして初期の江戸幕府の茶の湯を司り、2代将軍徳川秀忠（1579－1632）に至っては茶の湯指南役として直接指導した。「柳営茶道」の元祖である。織部は大坂夏の陣の時、豊臣方に内通し切腹。古田家は御家断絶となったが、秀忠は織部の茶の湯をこよなく愛したため幕閣をはじめとする諸大名、公家、僧侶たちもそれに倣い、織部流は秀忠や門下の大名が亡くなるまで柳営茶道の中心であった。その後も織部流は諸藩で用いられ、遠州流・宗和流・石州流・宗旦流（のちの表千家・裏千家）などが台頭するまで全盛であった。江戸幕府のほか、特に加賀藩、仙台藩、尾張藩、熊本藩、薩摩藩、長州藩、徳島藩、広島藩、福井藩、秋田藩、盛岡藩、久留米藩、飛騨高山藩、岩国藩などで用いられ、福岡藩、長門長府藩に至っては江戸時代後期まで続いている。
織部の師は千利休で、利休没後の茶の湯を25年にわたって発展させ、利休・織部の二代で茶道が大成された。織部が確立した茶事の形式は、現在まで受け継がれている。織部流では、織部好みの細長い茶入、ゆがんだ沓形茶碗、豪放な水指などを使用し、会席では織部や唐津向付、点前に関しては『宗湛日記』などの茶会記のほか茶書『古織伝』『草人木』『古田織部正殿聞書』などに詳しく記されている。
当会は織部を流祖とし、門下の土屋宗俊が福岡藩に伝え、さらに織部と血縁のある豊後岡藩の古田淵黙に伝わり、明治期に入り淵黙の曾孫・宗関が東京に出て織部流を教え、「温知会」を設立したが、後を継いだ娘・孫の死去により大正期に消滅した。その後、平成に入って、織部とその茶の湯を研究していた宮下玄覇が本来の織部流を実践するために温知会を復会した。そして令和5年（2023年）には、毛利秀元伝来の織部流所作・手順を加味し、古田織部流（正伝会）と改称され現在に至っている。なお、秀元は3代将軍徳川家光お気に入りの大名茶人でもあり、寛永17年（1640年）品川御殿での将軍献茶は有名である。
当会は、機関誌『金甫』の編集・発行を行う。なお、その書名は、織部が参禅の師の大徳寺住持・春屋宗園より授けられた道号である。
本部は京都鷹峯の太閤山荘で、その敷地内に小堀遠州作で日本一窓が多い後藤覚乗の茶室「擁翠亭」（十三窓席）がある。稽古場は、京都のほか東京、大阪、兵庫、名古屋にある。

## 歴史
織部流茶道は、豊臣秀吉・秀頼が伏見城・大坂城で、徳川家康・秀忠が江戸城・駿府城などで行っていたもので、格調高い武家茶道である。織部の死後も将軍秀忠や大名・公家衆・僧侶・豪商・職人たちから愛好され、全国各地に伝えられた。その流儀を伝えた織部門下には、毛利秀元（織部流）、小堀遠州（遠州流）、佐久間将監（宗可流）、上田宗箇（上田宗箇流）、金森宗和（宗和流）、藪内剣仲紹智（藪内流）、安楽庵策伝（安楽庵流）、本阿弥光悦（織部流）、土屋宗俊（織部流・後の南坊流）などがいた。また諸藩には織部流の茶堂（頭）が数多くいた。江戸時代中期に古田淵黙（中川広計）という豊後岡藩老職がおり、これは織部の女婿・古田重続（中川秀政の老職）の子孫であった。淵黙は、初め江戸千家の茶を学んでいたが、天明8年（1788年）に家臣・古田正友（代助）を派遣し、福岡藩において土屋宗俊－石原宗林－槙艮山(重賢)－百野湖月－百野宗湖－槙宗空(直村)と受け継がれていた茶法を学ばせ自らがそれを修得、「織部（古織）流十一世」を称した。淵黙は、長門長府藩の同流の茶堂・飯田淵恕（茂的）からも茶法を受けた。淵黙の茶法は曾孫の宗関(重名)にいたるまで伝えられた。宗関は、明治の初めに大分（豊後）から東京へ移り、織部流を一般に教授、明治31年に「温知会」を設立して衰退する茶道の普及を志した。門下には娘の素春（咲子）、三菱商会の岡崎淵冲（惟素）、原宗改（鉄石）などがいた。素春は、宗関が亡くなってから4年後に没し、孫の辰雄もその2年後の大正8年（1919年）に没したため直系は断絶、温知会は消滅した。淵冲は、松浦心月庵・安田松翁・石黒况翁ら在京の華族・知名士等16名からなる輪番茶事グループ「和敬会」（後に益田鈍翁・高橋箒庵らが参加）の会員で、諸流の茶道の点前を研究し、『点茶活法』という大著があり、弟子に織部流を教授した。温知会消滅から100年後の平成29年(2017年)に、淵冲（淵冲派）の所作を基にし、江戸時代初期から前期の茶書『古織伝』『数寄道次第』『草人木』『古田織部正殿聞書』『茶譜』などに記されている織部流の手順の復元をした織部流温知会が古田織部美術館館長で点前研究家である宮下玄覇によって発足、100年ぶりに「温知会」が復会された。そして、令和5年（2023年）に桃山時代の茶会記『宗湛日記 見聞書』や『茶道長問織答抄』などの桃山時代の茶書に記されていることに近い長門長府藩（藩祖毛利秀元）茶堂飯田家伝来の手順・所作を加味した織部在世期の点前が再現され、「古田織部流正伝会」と改められた。                                                                                 
なお、関連団体として、織部四百年遠忌にあたる平成26年(2014年)に古田織部美術館。同館の設立に伴い、織部流の研究・普及を目的とする古田織部流茶湯研究会、古田織部顕彰会が発足している。

## 点前の特徴
当時「ヘウケモノ」と言われた織部茶碗、竹筒のように細長い茶入、力強い伊賀焼や備前焼の花入・水指類を用いる。点前については、薄茶は（真行草のうち）「草」（『草人木』に「利休 答ていはく、（中略）薄茶ハ草也」）になるため、道具や手前は簡略になる。また、お茶を点（た）てる時は（山盛り）一杓しかすくわず（『古織伝』に「（茶碗）大小にかまはず、薄茶ハ 一すくひか」、『古田織部正殿聞書』に「薄茶 多一杓入、立ルもの也。若、茶 少ク掛リ候ハゝ、二杓 三杓も すくひ 入事有共、是ハ必悪シ、」とある）、左手の添手をせず（『古田織部正殿聞書』に「左之手 茶碗に添て不可立、片手ニて振立ル也」）、片手で横振りする（『古田織部正殿聞書』に「手のかう右へなし、指先 左へ不成様ニ持て、横へ斗ふりて立候也」とある）という桃山時代の古い形式である。
当会の点前は、宮下玄覇による織部の茶書研究と、織部の茶の湯を引き継ぐ武家茶道諸流派の見聞に基づくものとなっている。そのため現在では失われた当時の点前や約束事などが取り入れられ、武家茶道の本流である織部流の当時の形を再現したとされる。以下にその特徴を列記する。
- 清潔で衛生的な点前　濃茶の飲みまわしの時、客の人数に応じて三方、四方それぞれの箇所から飲む。濃茶は他流よりも濃く粘り気も強いため、前の客の唾液が混ざりあうことは少ない。また、畳にふれた手のひらで点前をするのを避けるため、点前の際の礼は指先だけを畳に触れる指建礼（しけんれい）で行う。さらに、茶道に限らず、日本の芸道の基本動作になっている摺り足は、ほこりを立てないようにする配慮と考えられる。
- 武家茶道らしく見栄えを重視　織部好みの道具は激しい歪（ゆが）みや箆目（へらめ）、強烈な絵付けなど、視覚的なインパクトがある。窓の多い茶室は開放感とともに、道具をはっきりと見せようとする意図が感じられる。点前に関しても外見的な見栄えを意識した所作がある。茶入の拝見の時、牙蓋（げぶた）に「窠（す）」（虫喰いのような細いくぼみ）がある場合は、あえて客に向けるようにするのはその表れである。逆に帛紗（ふくさ）の表側と裏側を使い分ける所作では、茶が付く面は裏側に向けて腰につけ、目に触れないようにする。また、風炉の時期（5月～10月ごろ）には、広間でも炉縁が木地（それ以外は塗）となる。木地にするのは、窓からほこりが吹き込んでも目立たない、という配慮と考えられる。
- 所作は一回で完結　呈茶のあと茶杓に付いた茶を帛紗で拭うが、それをはたくのは一回のみ。薄茶入（棗・中次など）から抹茶を茶杓ですくう所作も一回、濃茶を点てる時の湯も基本一回で注ぐ。やり直しをせず所作を一回で行うのは、武家茶道であることに由来する。一回でやりきる、ある種の緊張感を伴う点前と言える。
- 音を立て、音の変化を楽しむ　当流では炭が大きくて火力が強く、湯が沸き立つ音が大きくなる。また、柄杓（ひしゃく）で湯・水を汲む時や引き上げる時は、わざと音を立てる。水指の水を釜にさす中水（なかみず）も数回あり、竹や金物の音など、静寂のなかにいろいろな音が楽しめる。他流ではあえて音を立てないようにする所作が多い中、特徴のひとつになっている。
- 畳を濡らさないよう配慮　柄杓の扱いに水気を切る（飛ばす）所作がある。意外なことに畳に湯・水が落ちることが少ないのは、畳にポタっと垂れにくくする「表面張力」（液体の表面が収縮する力）を織部は知っていたと考えられる。また、畳に水滴を落とさないための「折茶筅（おれぢゃせん）」という所作もあり、土物の水指を使用した際、畳まで染み出した水は最後に拭きとって点前を終了する。
- 道具組や点前の「真」「行」「草」が明確に分かれている　薄茶は「草」である、と織部の師・利休より伝わっているため茶を点てる時、丁寧になりすぎないように、茶碗への左手の添え手はしない。ただし、それでは全体のバランスが悪くなるとの流祖・織部の配慮で、茶巾や柄杓の扱いは「草」の濃茶より上の「行」となっており、丁寧になる。織部流系の他流では、濃茶・薄茶の点前と茶巾・柄杓の扱いが混同され、両方とも「行」または両方とも「草」になってしまっている。
- おいしいお茶を点てることを第一義とする　薄茶を点てる際、お茶本来の風味を損なわないようにするため無理して泡立てることはしない。分量も他流と比べてやや少なめ。盛夏において、熱すぎてなかなか飲めない事態を避けるため、お湯を入れた後に水を足してちょうど良い湯加減にする。一方、濃茶は素早く濃くて熱いお茶を点てる。
- 織部が定めた寸法の道具で実践　当会では、流祖・織部が定めた寸法の道具、道具組で400年前の茶の湯を実践している。道具のサイズは総体的に大きめ。なお、流祖・織部の道具組は独特な美意識に基づくもので、茶会では同じ焼き物を重ねて用いるという特徴がある。

## 免状
- 初伝
- 中伝
- 庵号授与
- 奥伝

## 主な茶会主催と掛釜
- 2004年5月20日　（織部流）「岡﨑淵冲百年忌追善茶会」（宮帯、宮下玄覇主催・掛釜）
- 2012年8月25日　（織部門下）「浅野幸長公四百年遠忌追善茶会」（高台寺、宮下玄覇主催）
- 2012年10月19日、20日　（織部流）「古田宗関百年忌追善茶会」（畠山記念館・明月軒、聚美茶会、宮下玄覇主催・掛釜）
- 2014年6月11日　「古田織部四百年遠忌追善（大）茶会」（大徳寺黄梅院・芳春院・総見院・瑞雲軒、宮下玄覇主催、林屋晴三・筒井紘一・木下收・鈴木皓詞らと掛釜）
- 2015年2月28日、3月1日　「京都「千年の心得」織部流武家点前特別茶会」（太閤山荘、京都市観光協会、宮下玄覇掛釜）
- 2016年6月18日、19日　「古田織部旧領～私達のお殿様 古田織部の茶道～」茶会（京都府木津川市加茂文化センター、木津川市民茶会、宮下玄覇掛釜）
- 2017年4月1日、2日　「古田織部旧領 木津川市織部茶会」（「お茶の京都博」木津川市ブース、宮下玄覇掛釜）
- 2017年5月20日　「和敬会※十六羅漢追懐茶会」（護国寺、宮下玄覇主催・鎮信流と掛釜）　※岡﨑淵冲がメンバー
- 2017年6月11日　「古田織部追善茶会」（大徳寺玉林院、宮下玄覇主催・掛釜）
- 2017年9月10日　（織部門下）「永井尚政（信斎）公三百五十年遠忌追善茶会」（宇治・興聖寺、宮下玄覇主催）
- 2017年11月3日　「へうげもの茶宴 in みかのはら」茶会（京都府「お茶の京都博」、木津川市、宮下玄覇掛釜）
- 2018年9月15日　織部茶会（長野県下伊那郡松川町・片桐宿問屋大澤家住宅、片桐宿保存会、宮下玄覇主催・掛釜）
- 2018年10月13日、14日　「織部茶の湯再現」茶会（大分県「第33回 国民文化祭」、大分県竹田市・竹田創生館、宮下玄覇掛釜）
- 2019年1月20日　「織部流初釜」茶会（京都御苑・拾翠亭、宮下玄覇主催・掛釜）
- 2020年3月1日　「作夢会」茶会（東福寺退耕庵、宮﨑庸庵掛釜）
- 2021年10月29、30日　「岡藩 織部流茶会」（竹田創生館、宮下玄覇掛釜）
- 2022年10月8日　（織部門下）策伝忌供茶・副席（京都・誓願寺、宮下玄覇掛釜）
- 2022年10月22日　（利休・織部門下）「黒田長政四百年遠忌茶会」（京都・報恩寺、宮下玄覇主催・筒井紘一と掛釜）

## 流儀に関する刊行物
- 2012年　（小冊子）『古田織部十四世宗関居士百年忌記念 古田宗関』宮下玄覇著
- 2014年　『古田織部四百年忌図録』実行委員会（宮下玄覇）編
- 2015年　『没後四百年 古田織部展(補訂版)』宮下玄覇監修
- 2015年　（小冊子）『岡崎淵冲』宮下玄覇著
- 2015年　（小冊子・合本）『古田宗関　岡崎淵冲』宮下玄覇著
- 2016年　（ブックレット）『豊後『古田家譜』 ―古田織部の記録― 〈改訂版〉』古田織部美術館（宮下玄覇）編
- 2017年　『永井尚政 数寄に通じた幕府の重鎮』（深谷信子著、宮下玄覇企画、宮帯出版社）
- 2020年　（小冊子）『妙法院宮常胤法親王』宮帯出版社編集部（宮下玄覇）編
- 2022年　（小冊子）『安楽庵策伝』宮帯出版社編集部（宮下玄覇）編

## 流祖と流儀に関する主な講演
- 2015年11月4日　宮下玄覇「古田織部の実像とその好みについて」（本能寺大寶殿、平成27年度第2回博物館講座、京都市内博物館施設連絡協議会）

## エピソード
- 2020年公開の映画『嘘八百　京町ロワイヤル』では、劇中でヒロインの広末涼子が宮下玄覇の指導を受けて、点前を披露している[1]。加藤雅也は織部流茶会の亭主を務めている。

- 2021年、人気キャラクターふなっしーに、宮下玄覇が点前を直接指導した[2]。
- 2024年2月17日、宮下玄覇が「偉人・敗北からの教訓」第32回『古田織部・家康の逆鱗に触れた大名茶人』（BS11）において点前の一部を披露した。

## 織部流門人

### 安土桃山時代から江戸時代初期
- 高弟
金森可重、小堀遠州、佐久間将監、桑山元晴、桑山貞晴、毛利秀元、上田宗箇、石川貞通、上田覚甫、服部道巴、古田重広（嫡男）
- 武士
徳川秀忠、伊達政宗、佐竹義宣、浅野幸長、島津義弘、小早川秀包、小早川秀秋、大久保忠隣、船越景直、大久保長安、大久保藤十郎、大野治長、大野治房、猪子一時、有馬豊氏、森忠政、加藤嘉明、竹中重利、石川康長、石川康勝、石河宗林、津田信成、小笠原秀政、古田重勝、井上高清、北条氏盛、小川祐滋、松平正綱、板倉重宗、南部利直、本多正信、本多正純、本多正勝、土井利勝、毛利秀就、蒲生秀行、榊原康勝、内藤政長、松平定綱、石川忠総、井上正就、丹羽長重、藤堂高虎、田中康政、花井吉成、松平康安、青山幸成、保科正光、水野忠元、仙石秀久、秋田実季、九鬼守隆、村上頼勝、阿部正次、佐野信吉、土方雄氏、松下重綱、鈴木元信（仙台藩）、妻木頼忠、永井尚政、佐久間勝之、佐久間政実、岡部宣勝、船越永景、土屋宗俊、鈴木左馬助（娘婿）、郡宗保、岡村百々之介（大坂衆）、伏屋一盛（大坂衆）、城昌茂
- 茶堂・茶道役
木村宗喜（古田家）、中野笑雲（幕府）、原田宗馭（幕府）、山本道句（幕府・尾張藩）、藤井宗係（幕府）、清水道閑（仙台藩）、安宅宗雲（加賀藩）、市川長左衛門（加賀藩）、飯田休弥（長府藩）
- 公家
広橋兼勝、万里小路充房、近衛信尋
- 僧侶
妙法院宮常胤法親王、本願寺教如、最福院（興福寺）、江月宗玩、安楽庵策伝、全隆（浄華院）
- 町衆
松屋久好、尾崎喜助、角倉素庵、本阿弥光悦、本阿弥光益、後藤徳乗、大文字屋宗味、大文字屋宗怡、針屋宗春、長谷川道茂、山本道勺、長井貞信、祐意、山崎宗閑、野村宗覚、平野屋宗貞、暮松新九郎（越後守）
- 町衆（職人）
近藤道恵、藤重藤元、名越家昌、西村道也、一阿弥、幸阿弥長玄

### 江戸時代
- 武士
多賀常長（左近）、朽木稙昌、加賀爪直澄、喜多見重勝、神尾元珍、古田淵黙、青木当候、青木義氏、大久保忠寅
- 武士（茶道役）
兼席徳庵（萩藩）、名嶋玄竹（岩国藩）、小河内芦庵（岩国藩）
- 公家
常修院宮慈胤法親王、近衛家熙、坊城俊将
- 僧侶
経海
- 町衆
金森宗和、本阿弥光甫、灰屋紹益、古筆了祐、山田玄瑞、古田斎宮、伊達道作、清水宗真、清水道茂

| 代 | 名       | 通称   |
| -- | -------- | ------ |
| 初 | 古田重然 | 織部助 |
| 2  | 毛利秀元 | 甲斐守 |
| 3  | 飯田休弥 |        |
| 4  | 飯田玄恕 |        |
| 5  | 飯田淵恕 |        |
| 6  | 飯田忠恕 |        |
| 7  | 飯田辰恕 |        |
| 8  | 飯田延恕 |        |
| 9  | 飯田昌三 |        |
| 10 | 児玉宗久 |        |
| 11 | 石橋宗紗 |        |
| 12 | 石橋宗清 |        |
| 13 | 宮下玄覇 | 帯刀   |

| 代 | 名         | 通称         | 号     | 庵号   | 道号 | 号   | 生没年 ※        | 身分                                 |
| -- | ---------- | ------------ | ------ | ------ | ---- | ---- | --------------- | ------------------------------------ |
| 初 | 古田重然   | 左介・織部助 | 印斎   | 玄庵   | 金甫 | 宗屋 | 1543年 - 1615年 | 東大和・南山城国 大名（1万石）       |
| 2  | 土屋       | 金左衛門     |        |        |      | 宗俊 | - 1671年        | 久留米藩（400石）・福岡藩（200石）士 |
| 3  | 石原       |              |        |        |      | 宗林 | （延宝）        | 福岡藩 御茶道（20石6人）             |
| 4  | 槙 重賢    | 長左衛門     | 玉壺斎 |        | 艮山 |      | （宝永・享保）  | 福岡藩 御家門（1200石）              |
| 5  | 百野       |              |        |        | 湖月 |      | （元文）        | 福岡藩 御茶道（20石6人）             |
| 6  | 百野林甫   |              |        |        |      | 宗湖 | （延享）        | 福岡藩 御納戸組 御茶道（20石6人）    |
| 7  | 槙 直村    | 玄蕃         |        | 釣寂軒 | 了山 | 宗空 | （天明・文化）  | 福岡藩 御家門 大番頭（1400石）       |
| 8  | 古田広計   | 壱岐・中務   | 不染斎 | 温故堂 | 淵黙 | 宗深 | 1757年 - 1832年 | 岡藩 老職（1000石）                  |
| 9  | 古田重功   | 勘解由       |        |        | 玄室 | 宗経 | 1780年 - 1836年 | 岡藩 小姓番頭（400石）               |
| 10 | 古田重剛   | 右馬允       |        |        | 家山 |      | 1808年 - 1887年 | 岡藩 近習物頭（400石）               |
| 11 | 古田重名   | 小膳         | 印斎   | 燕雨庵 | 雲山 | 宗関 | 1839年 - 1913年 | （元服前）岡藩 御小姓（400石）       |
| 12 | 岡崎惟素   |              |        | 谷神庵 | 淵冲 | 了徹 | 1840年 - 1905年 | 三菱商会 本社副支配人                |
| 13 | 小林五郎吉 |              |        | 楽只庵 | 淵穆 |      | （明治・大正）  |                                      |
| 14 | 佐藤とみ   |              |        | 節楽庵 | 淵静 |      | （大正・昭和）  |                                      |
| 15 | 中田くに   |              |        |        | 淵邦 |      | （昭和）        |                                      |

※ （ ）は活動期。